# Rue de Chevreuse
La rue de Chevreuse est une voie du quartier Notre-Dame-des-Champs, dans le 6e arrondissement de Paris, en France.

## Situation et accès
La rue de Chevreuse est une voie publique située dans le 6e arrondissement de Paris. Elle débute au 76-82, rue Notre-Dame-des-Champs et se termine au 125, boulevard du Montparnasse.

## Origine du nom
Elle porte ce nom car elle est, comme la rue Raymond-Losserand et la rue Auguste-Mie, une partie de l'ancien « grand chemin de Chevreuse », dit aussi « vieux chemin de Vanves », son segment résiduel le plus proche des anciennes portes de Paris.

## Historique

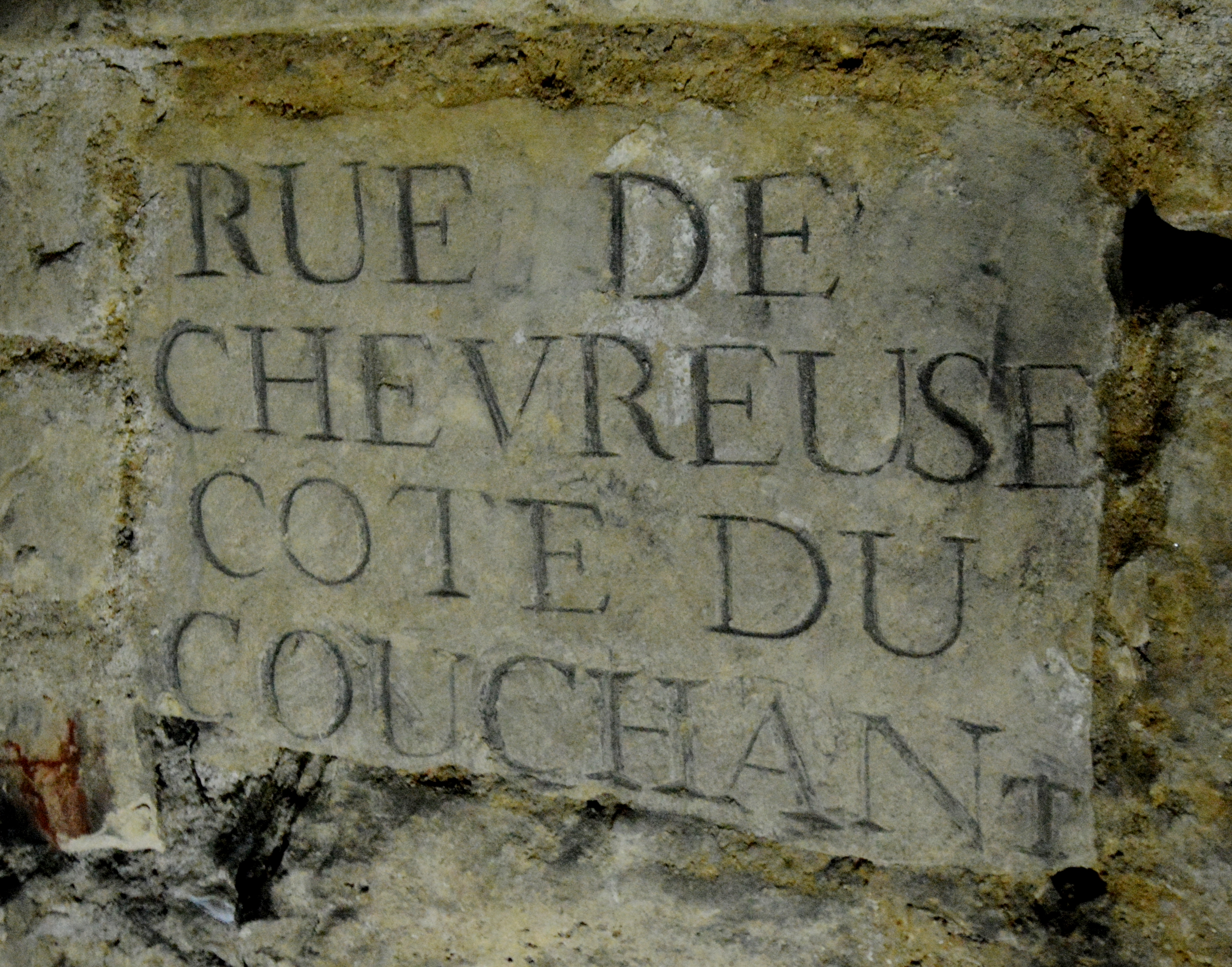
Plaque se trouvant dans une galerie sous la rue de Chevreuse dans les carrières souterraines de Paris.

La voie a porté le nom de « chemin » ou « chaussée de Vanves ». Très ancienne voie limitant le fief de l'abbaye de Saint-Germain-des-Prés et qui conduisait à Vanves et à Issy, il en est fait mention en 1210, mais son origine est beaucoup plus ancienne. Au début du XVIIe siècle le « vieux chemin de Vanves » commençait encore rue d'Enfer, non loin de la porte d'Enfer, jusqu'à ce que Louis XIII permette aux Chartreux, en 1618, sur leur requête, d'en annexer toute la partie qui séparait leur « petit clos » d'avec le grand, en compensation de l'amputation d'une partie de leur terrain pour l'aménagement du parc du Luxembourg,. Ce n'est qu'un chemin en 1672 mais il subsiste encore dans son intégralité, au-delà du mur des Chartreux, en tant que « chemin de Vanve », sur le plan de Jouvin de Rochefort.
Le chemin part toujours du mur des Chartreux sur le plan de La Caille (1714) mais ne commence plus que rue Notre-Dame-des-Champs sur le plan de Delagrive (1728) et sur le plan de Turgot (1734-1739). En 1760, le chemin court néanmoins toujours de la rue Notre-Dame-des-Champs jusqu'à Vanves mais il est devenu suffisamment peu important pour qu'aucune ouverture ne soit ménagée pour son passage dans le mur des Fermiers généraux en 1786, la barrière du Montparnasse étant ouverte 250 m plus à l'ouest. Sur le plan de Verniquet en 1791, il ne reste du chemin, à l'intérieur de l'enceinte des Fermiers généraux, que l'actuelle rue de Chevreuse, les segments supprimés n'apparaissant plus que dans le parcellaire. Hors de l'enceinte, venant de Vanves, le chemin ne poursuit encore, au-delà de la route du Maine et vers le mur de Paris, que pour desservir le moulin de la Charité, devenu depuis la Révolution une guinguette. La plus grande partie de cette dernière section sera effacée par la mise en service, en 1824, du cimetière du Montparnasse, ne laissant subsister que le court segment appelé à devenir en 1885 la rue Auguste-Mie et, dans le cimetière, le moulin lui-même, ultime jalon en ce lieu de l'ancien grand chemin de Chevreuse. 

## Bâtiments remarquables et lieux de mémoire
- no 4 : Reid Hall, campus de l'université Columbia à Paris. Auparavant une pension où vécut André Gide entre 1886 et 1887[13].
- no 5 : domicile du peintre Jongkind de 1861 à sa mort en 1891[14]. Habite également à ce numéro le sculpteur Philippe Solari, qui y accueille Paul Cézanne entre l'été et la fin de l'année 1871[15],[16].
- no 6 : décès le 21 juin 1879 du peintre en histoire naturelle Antoine-Charles Vauthier. Demeure, de 1920 à 1925 d'Élisabeth Fuss-Amoré, artiste-peintre, militante de gauche et féministe, modèle d'Amedeo Modigliani.

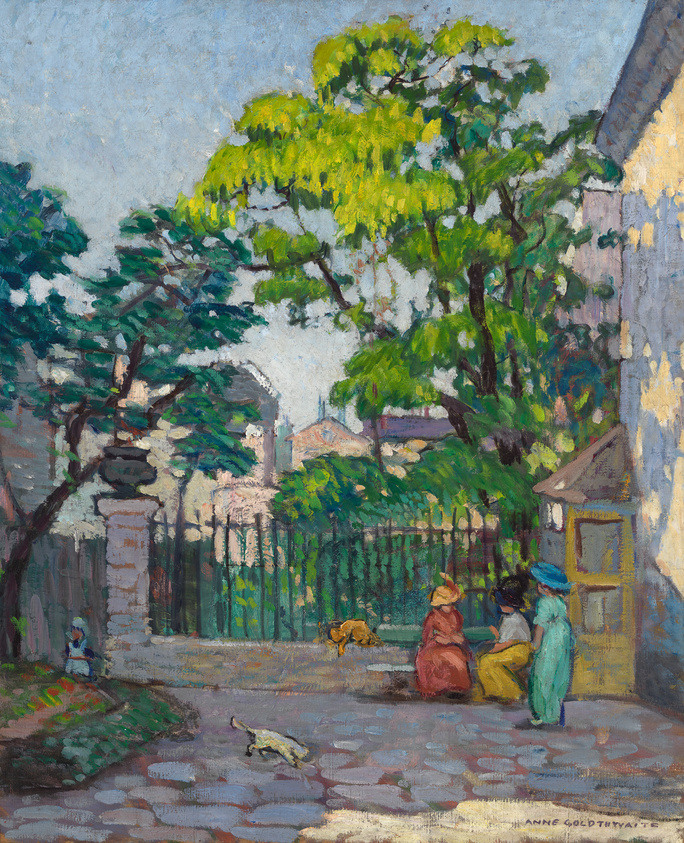
Anne Goldthwaite, 4 Rue de Chevreuse, Paris (1908, Whitney Museum of American Art).
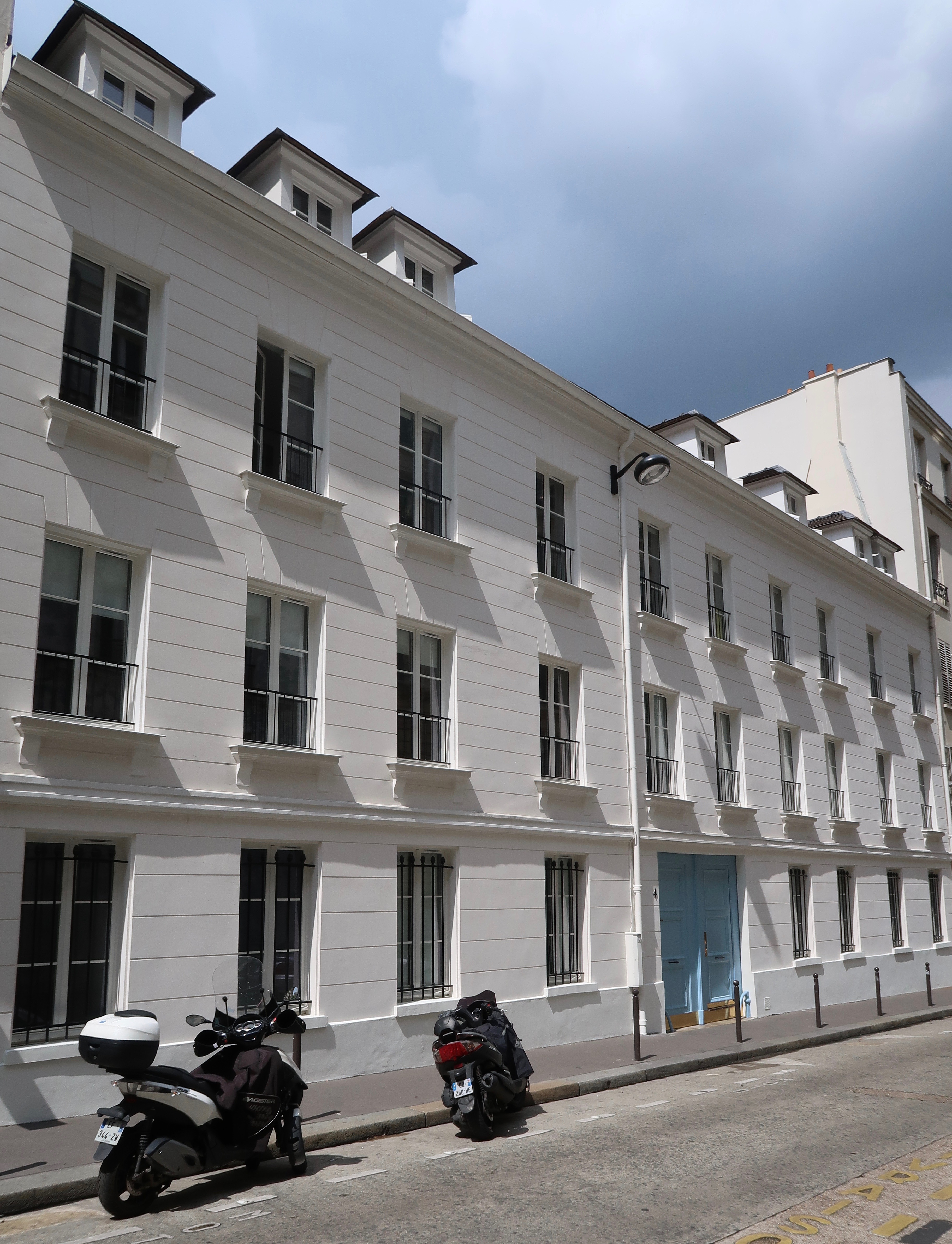
Le campus de l'université Columbia à Paris à la même adresse, en 2019.